# كأس الاتحاد الأسترالي 2018
كأس الاتحاد الأسترالي 2018 (بالإنجليزية: 2018 FFA Cup)‏ هو الموسم 5 من كأس الاتحاد الأسترالي. أقيم خلال الفترة 10 فبراير 2018 وحتى 30 أكتوبر 2018، وأشرف على تنظيمه اتحاد أستراليا لكرة القدم، وكان عدد الأندية المشاركة فيه 781، وفاز فيه نادي أديلايد يونايتد.